# Lormetazepam

Strukturformel för lormetazepam.

Lormetazepam är ett ångestdämpande och lugnande preparat som tillhör gruppen bensodiazepiner.
Substansen är narkotikaklassad och ingår i förteckning P IV i 1971 års psykotropkonvention, samt i förteckning IV i Sverige.

## Stereokemi
Lormetazepam innehåller en stereocenter och består av två enantiomerer. Detta är en racemate, dvs en 1: 1-blandning av ( R ) - och ( S ) -formen:
| Enantiomerer av lormetazepam | Enantiomerer av lormetazepam |
| ---------------------------- | ---------------------------- |
| CAS-Nummer: 113679-56-4      | CAS-Nummer: 113679-54-2      |